# Lappland (historische Provinz)
Lappland ist eine historische Provinz (schwedisch landskap, daher auch häufig als ‚Landschaft‘ übersetzt) in Schweden. Ihre Landschaftssymbole sind die Weiße Silberwurz und der Polarfuchs.

## Geografie
Die historische Provinz grenzt im Westen an Norwegen, im Norden und Osten an Finnland, im Südosten an Norrbotten und im Süden an Jämtland. Sie bildet den Westen der heutigen Provinzen Norrbottens län und Västerbottens län. Die größten Orte sind Kiruna und Gällivare.
Die sehr dünn besiedelte Fjäll-Landschaft steigt von Osten nach Westen allmählich an und erreicht an der schwedisch-norwegischen Grenze Berghöhen von über 2000 Metern (Kebnekaise, Sarek, Akka).

## Geschichte
Im 17. Jahrhundert gehörten auch weite Teile der heute norwegischen Finnmark sowie Teile des heutigen Laplandija in Russland zum schwedischen Lappland. Erst 1826 wurde die Grenze zwischen Russland und Norwegen gezogen. Der südliche Teil Lapplands gehörte bis 1809 vollständig zu Schweden. 1809 wurde das Großfürstentum Finnland – und damit auch der heute finnische Teil Lapplands – an Russland abgetreten und die heutigen Grenzen gezogen.